# مسجل أشرطة فيديو

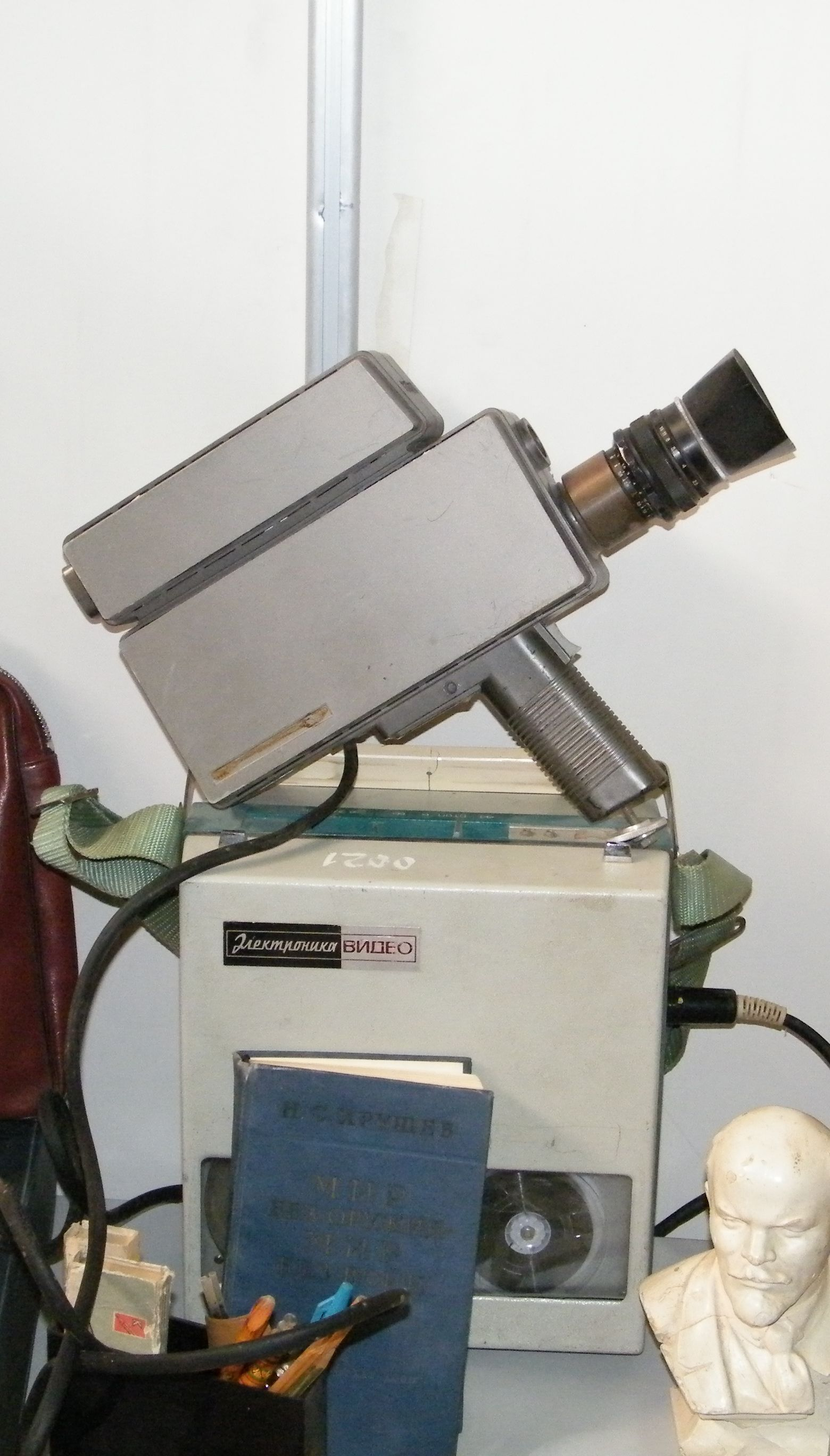
احد المعارض في خاباروفسك

مسجل أشرطة الفيديو (بالإنجليزية: Video tape recorder) أو المِغْنَطَة (بالإنجليزية: Magnetoscope) مسجل أشرطة، لتسجيل المواد المرئيَّة (الفِديو) والسمعية وتشغيلِها على شريط مِغناطيسي. وكانت المبكرةُ منها: ذات بَكَراتٍ، تسجِّل على أشرطة على شكل بكَراتٍ عَرضُها بوصتان (5.08 سم). وكانت تُتَّخذُ في المَبَثَّات (أُستُديوهات التلفاز) بديلًا للمخزون للأفلام العادية وهو في تسجيل تطبيقات التلفاز أرخصُ وأسرع. منذ عام 1963.